# Balt
Balt est une entreprise française, fabricante de matériel médical, basée à Montmorency (Val-d'Oise). Elle est spécialisée dans les dispositifs médicaux dédiée au traitement des maladies vasculaires du cerveau, notamment des accidents vasculaires cérébraux (AVC).

## Présentation
Elle a été fondée en 1977, par Leopold Płowiecki puis développée par son fils Nicolas jusqu'en 2018. PME familiale à l'origine, elle s’est développée à l’international, grâce à l’entrée au capital du fonds d’investissement Bridgepoint, en 2015, en complément de l'actionnariat familial. Elle est dirigée par Pascal Girin depuis fin 2018, déjà à la tête de Balt International depuis 2016.
L’entreprise s'est initialement construite autour de microtubes extrudés en plastiques, destinés à l’industrie pharmaceutique. En 1987, la mise au point d’un microcathéter permet de soigner les malformations artério-veineuses. Commercialisé en 2018, l'un des derniers produits lancés, le Silk Vista Baby est le plus petit stent intracrânien replié au monde.
Le chiffre d’affaires a triplé entre 2015 et 2020 et les effectifs ont été multipliés par 4 avec 500 salariés dans le monde en 2020. Elle exporte 90% de sa production dans 100 pays dans le monde. Entre 2016 et 2019, l’entreprise a racheté une start-up américaine (Blockade medical), produisant également des dispositifs médicaux, ainsi que plusieurs de ses distributeurs en europe, en Chine, en Inde et au Brésil, lui permettant d'être présente à travers le monde, avec 10 implantations.